# Helsingfors festspel
Helsingfors festspel (fi Helsingin juhlaviikot) är en årligen återkommande kulturfestival i Helsingfors. Festivalen arrangeras i månadsskiftet augusti-september och består av bildkonst, dans, film, musik, teater och urbana evenemang. Den första festivalen hölls 1968. Sammanlagt cirka 235 000 besökare besökte den år 2006. Helsingfors festspel är den festival i Finland som har det största besökarantalet. 